# ロベール2世 (ノルマンディー公)

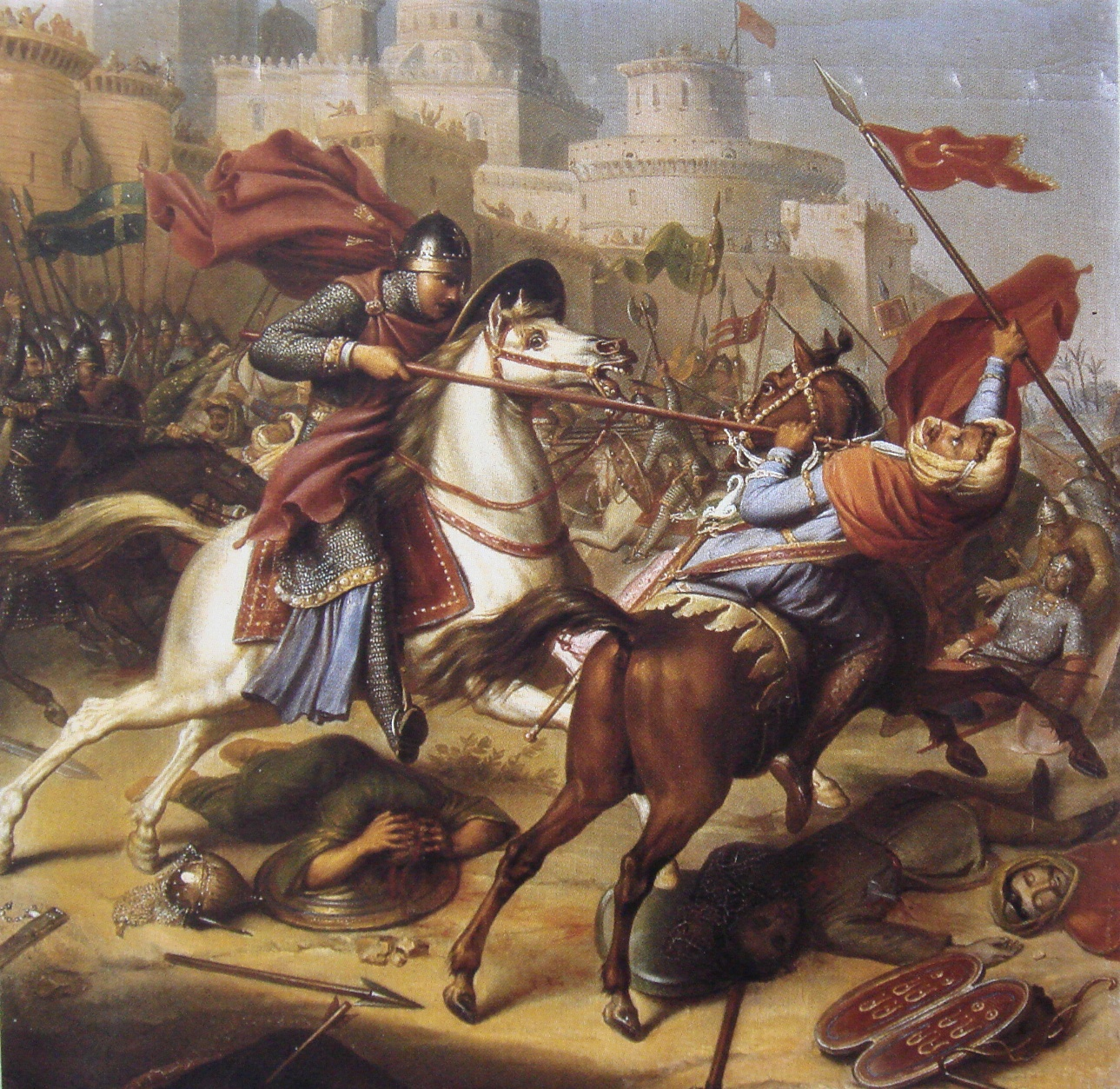
アンティオキア攻囲戦（1097年 - 1098年）で戦うロベール2世

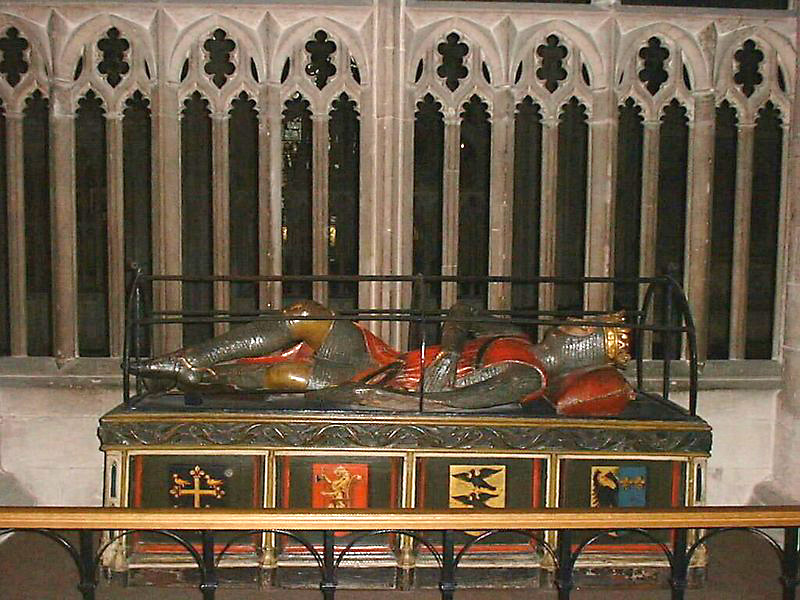
ロベール2世の墓
（グロスター大聖堂）

ロベール2世（フランス語：Robert II, 1054年頃 - 1134年2月10日）は、ノルマンディー公（在位：1087年 - 1105年）。その身長から「短袴公（Courteheuse）」と呼ばれる。イングランド王兼ノルマンディー公ウィリアム1世と妃でフランドル伯ボードゥアン5世の娘マティルドの長男。ウィリアム2世、ヘンリー1世の兄。

## 生涯
若いころから父に反抗し、一度は戦闘中に父を殺しかけたことがあり、何度か追放を受けた。追放中に各地を旅して、トスカーナ女伯マティルデに求婚したともいわれる。武人としてはまずまずだったが、性格は気まぐれで夢想的なところがあり、実務的な統治者には向いてなかったとされる。ウィリアム1世はロベールを父祖伝来の地ノルマンディーの後継者としたが、イングランドの後継者は定めなかった。
このため、1087年にウィリアム1世が死ぬと、いち早く次弟のウィリアムがロンドンへ駆けつけウィリアム2世（赭顔王）として即位した。以降、何度かイングランド王位をめぐってウィリアム2世と戦ったが、両者がお互いの後継者となる（生き残った方が亡くなった方の領土を継承する）ことで和解した。1096年に第1回十字軍が始まると、ノルマンディー公領を担保にウィリアム2世から金を借りて参加し、南イタリアのノルマン勢（ボエモンなど）と合流して聖地に向かった。
1100年に十字軍から帰路の途中でウィリアム2世が亡くなった知らせを受けたが、ノルマンディに戻った時には既に弟のヘンリーが王位に就いていた。このため、王位を主張してイングランドに侵攻したが、イングランド諸侯の支持を得られず、ヘンリー1世（碩学王）の王位を認めざるを得なかった。その後もイングランドの反乱者と組んでヘンリー1世と対抗したため、1105年からヘンリー1世によるノルマンディー侵攻を受け、1106年にタンシュブレーの戦いで敗れて捕らえられると、ノルマンディー公位を奪われ、生涯幽閉された。

## 子女
1100年、十字軍から帰路の途中でコンヴェルサーノ伯ゴッフレード（ロベルト・イル・グイスカルドの甥）の娘シビラと結婚、息子を1人儲けた。
- ギヨーム・クリトン（1102年 - 1128年） - フランドル伯（ギヨーム1世、在位：1127年 - 1128年）

また、以下の庶子を儲けた。
- リシャール（1079年頃 - 1100年5月） - ニュー・フォレストで狩りの最中に死去
- ギヨーム（1079年頃 - 1111年） - リシャールと同母兄弟[4]。1106年以降に聖地に向かい、トルトーザ領主とされた[5]。
- 娘 - アルク伯エリー・ド・サン＝サンス（英語版）と結婚[6]